# Castillo de Champlâtreux

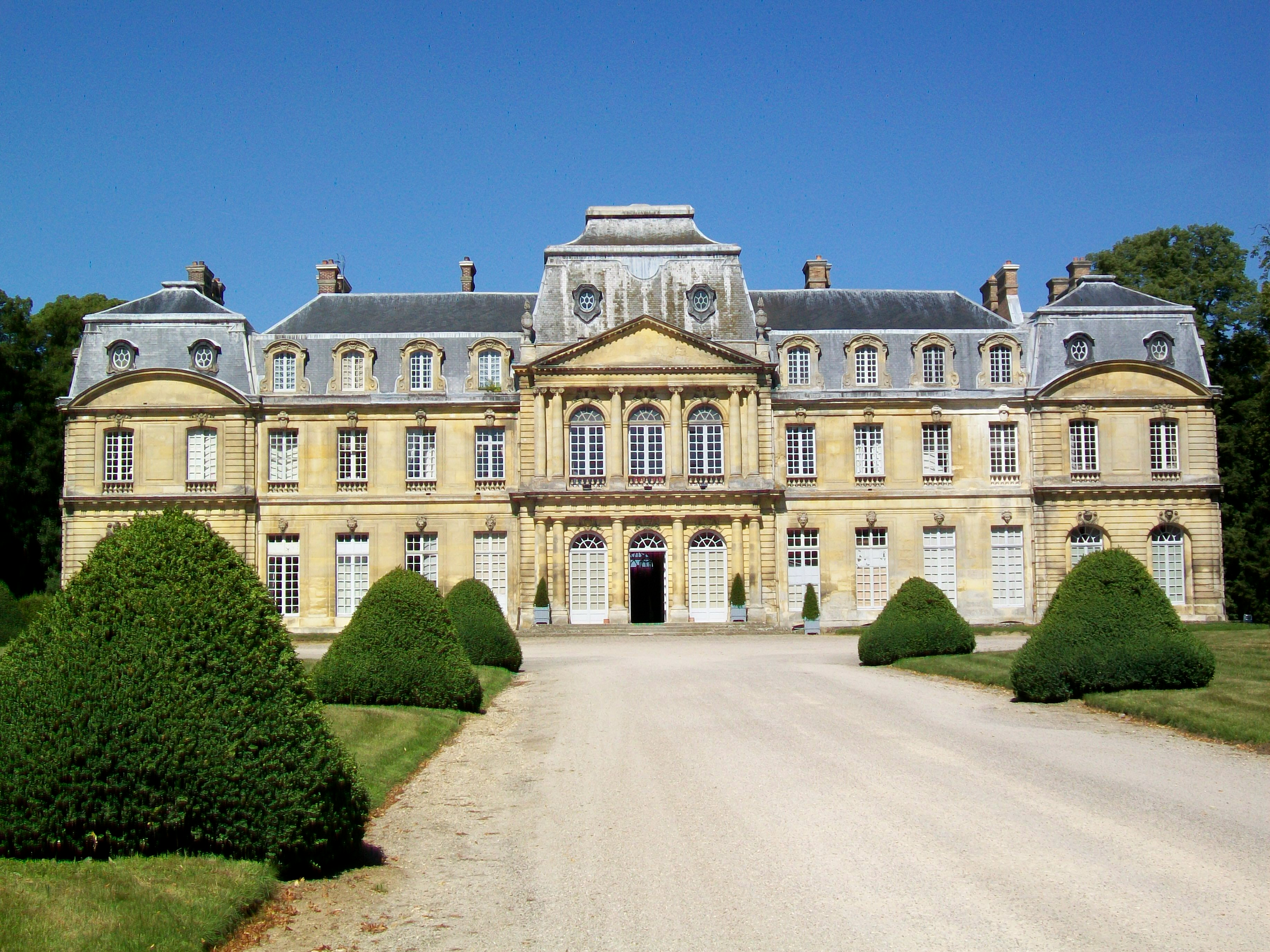
Castillo de Champlâtreux.

El castillo de Champlâtreux es un castillo está ubicado en el corazón de Francia, Domaine de Champlâtreux, a  27 km al norte de París y a 30 km al este de Cergy-Pontoise. 
Se estableció a partir del año 1515 y luego fue comprado, en 1614 por la familia Mole que lo amplía para darle su tamaño actual. Pertenecientes a la nobleza, esta familia, ocupó los cargos más altos del antiguo régimen al final de la Restauración. Champlâtreux dio la bienvenida e inspiró a escritores famosos como Chateaubriand, íntimo amigo del conde Mole y la poetisa Anna de Noailles, que se quedaba a menudo en los años entre guerras.